# آرتور کوهن
آرتور کوهن (انگلیسی: Arthur Cohn؛ زادهٔ ۴ فوریهٔ ۱۹۲۷) تهیه‌کننده فیلم و کارگردان فیلم اهل سوئیس است.
وی همچنین برندهٔ جوایزی همچون جایزه اسکار بهترین فیلم مستند شده‌است.